# Adres pocztowy

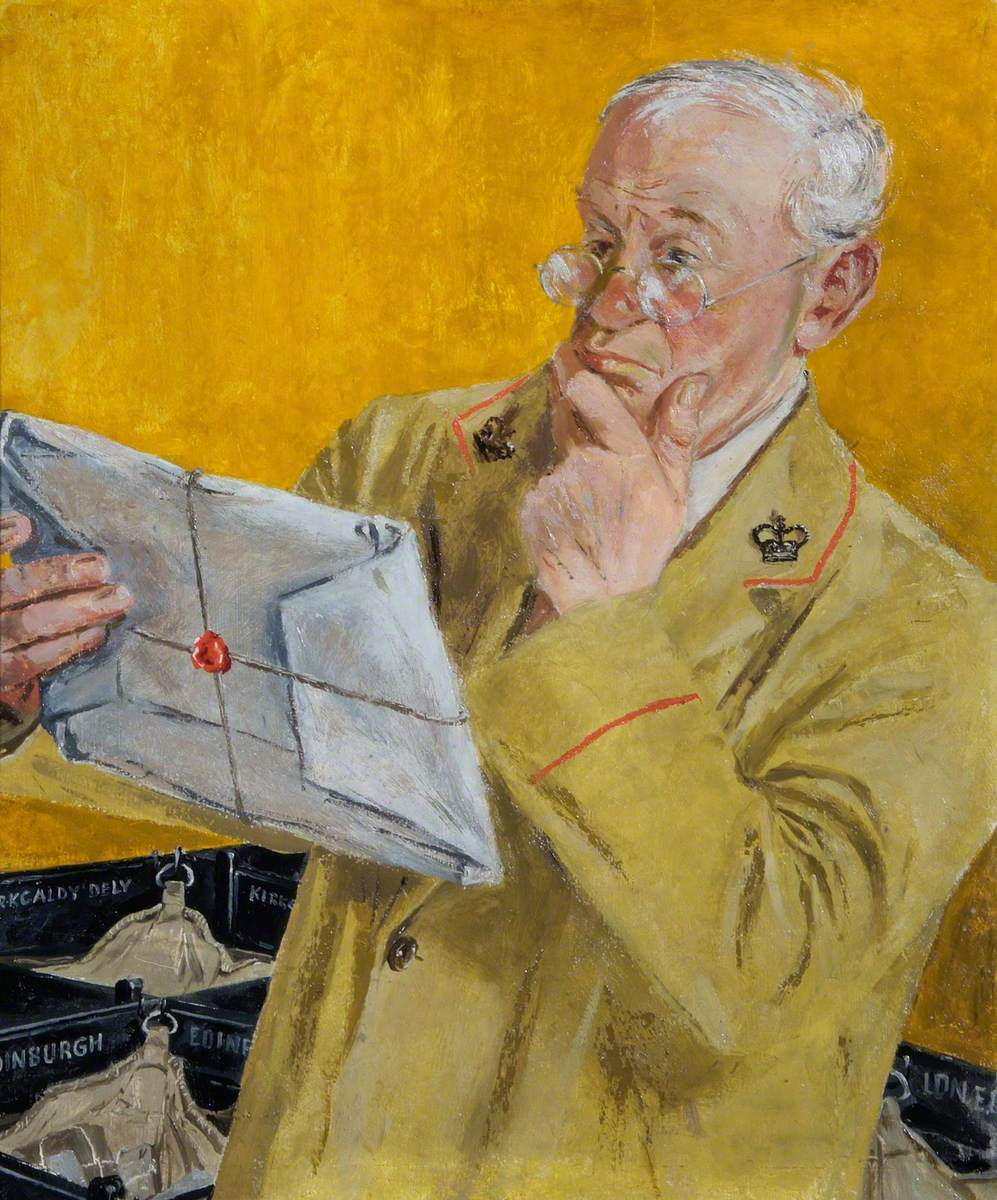
Pisz adres wyraźnie – brytyjski plakat pocztowy z 1958 roku

Adres pocztowy – oznaczenie miejsca doręczenia przesyłki pocztowej lub kwoty pieniężnej określonej w przekazie pocztowym wskazanego przez nadawcę albo oznaczenie miejsca ich zwrotu do nadawcy.
Każdy adres pocztowy powinien zawierać: imię i nazwisko adresata lub nazwę instytucji, położenie w miejscowości (w przypadku miejscowości podzielonej na ulice: ulica, numer budynku, numer mieszkania lub lokalu; w przypadku miejscowości niepodzielonej na ulice: nazwa miejscowości i numer nieruchomości), kod pocztowy oraz miejscowość, do której kierowana jest przesyłka (miejscowość adresata, a nie urzędu pocztowego). Możliwe jest również nadawanie przesyłek na poste restante oraz skrytki lub przegródki pocztowe.

## Prawidłowy wzór adresowania

### Polska
- w przypadku miejscowości podzielonej na ulice:

Janina Nowak
ul. Cicha 132 m. 16
62-200 GNIEZNO
POLOGNE
- w przypadku miejscowości niepodzielonej na ulice:

Jan Nowak
Mnichowo 132
62-200 MNICHOWO
POLOGNE